# Дуарте, Хайме
Ха́йме Эдуа́рдо Дуа́рте Уэ́рта (исп. Jaime Eduardo Duarte Huerta; род. 27 февраля 1955, Лима) — перуанский футболист и тренер, играл на позиции защитника.

## Биография

### Игровая карьера
Дуарте дебютировал за «Альянса Лима» 30 декабря 1973 года в матче против «Мельгара», который закончился победой «Альянсы» со счётом 2:0. В последующие 13 сезонов Дуарте сыграл 405 матчей за «Альянса Лима», в составе которой выиграл три чемпионских титула в 1975, 1977 и 1978 годах.
Затем он перешёл в «Депортиво Сан Агустин», в котором отыграл два сезона.
В последующие годы играл за венесуэльский «Депортиво Италия» (1988—1989) и перуанский «Спорт Бойз» (1989—1990), в котором завершил карьеру игрока.
В составе сборной Перу был участником двух чемпионатов мира (1978, 1982) и двух Кубков Америки (1979, 1983).

### Тренерская карьера
Был главным тренером клуба «Альянса Лима» и женской сборной Перу (до 17 лет) в 2010 году.

## Достижения
«Альянса Лима»
- Чемпион Перу (3): 1975, 1977, 1978